# Caucayá Puerto Leguizamo Airport
Caucayá Puerto Leguizamo Airport är en flygplats i Colombia.   Den ligger i departementet Putumayo, i den södra delen av landet, 500 km söder om huvudstaden Bogotá. Caucayá Puerto Leguizamo Airport ligger 187 meter över havet.
Terrängen runt Caucayá Puerto Leguizamo Airport är mycket platt. Runt Caucayá Puerto Leguizamo Airport är det mycket glesbefolkat, med 3 invånare per kvadratkilometer. Närmaste större samhälle är Puerto Leguízamo, 1,7 km sydväst om Caucayá Puerto Leguizamo Airport. I omgivningarna runt Caucayá Puerto Leguizamo Airport växer i huvudsak städsegrön lövskog.